# Hoolock
Gli Hulok o Ulock (Hoolock Mootnick & Groves, 2005) sono un genere di primati appartenente alla famiglia Hylobatidae.

## Descrizione
Raggiungono una altezza di 60–90 cm, con una apertura delle braccia di 180 cm. Pesano dai 6 ai 9 kg.
I sessi hanno le stesse dimensioni, ma è presente un marcato dimorfismo sessuale per quanto riguarda il colore del pelo: i maschi sono di colore nero, con una banda bianca sulla fronte, mentre le femmine hanno una pelliccia di colore grigio-marrone, più scura sul collo e sul torace. Entrambi i sessi presentano degli anelli di pelo bianco intorno agli occhi e alla bocca che danno alla faccia le sembianze di una maschera.

## Biologia
Gli ulok hanno abitudini diurne e arboricole.
La loro dieta consiste principalmente di frutti, insetti e foglie.
Sono monogami.
Adoperano per comunicare una complessa serie di vocalizi che, a differenza degli altri gibboni, non differiscono tra i due sessi, . 

La gestazione dura 7 mesi.

I cuccioli nascono con una pelliccia bianco crema che si scurisce verso i 6 mesi di età e assume il colore definitivo solo con il raggiungimento della maturità sessuale, che si ha tra gli 8 e i 9 anni di età.
L'aspettativa di vita in natura è di circa 25 anni.

## Distribuzione e habitat
L'areale del genere si estende dall'Assam (nord-est dell'India), dove popola le foreste sulle rive del Brahmaputra, al Myanmar. Piccole popolazioni (poche centinaia di esemplari) vivono anche in Bangladesh e nella parte orientale del sud-ovest della Cina.

## Tassonomia
In passato gli ulok erano classificati come un sottogenere del genere Hylobates. Di recente sono stati elevati al rango di genere a sé stante.
Il genere comprende ora 3 specie (che precedentemente erano considerate sottospecie):
- Hoolock hoolock - hulok occidentale
- Hoolock leuconedys - hulok orientale
- Hoolock tianxing - hulok skywalker